# رابطة المحترفين الإماراتية
رابطة المحترفين الإماراتية هي الجهة المسؤولة عن تنظيم بطولة الدوري في الإمارات العربية المتحدة، تأسست في فبراير 2007 باسم «لجنة دوري المحترفين» ومقرها الرئيسي في دبي. وفي عام 2019 تم تغيير الاسم إلى «رابطة المحترفين الإماراتية».

## البطولات
- الدوري الإماراتي للمحترفين
- كأس رابطة المحترفين الإماراتية
- كأس السوبر الإماراتي
- الدوري الإماراتي للمحترفين تحت 21 سنة

## وصلات خارجية
- الموقع الرسمي للرابطة (بالعربية) (بالإنجليزية)